# 村上藍
村上藍（MURAKAMI Ai，1985年3月18日—），富山縣出生，日本女子曲棍球運動員，亦為日本國家女子曲棍球隊成員。畢業於津沢中学校、石動高校及山梨学院大学。

## 簡歷
2010年11月，村上藍代表日本出戰廣州亞運會，參加曲棍球比賽，奪得銅牌。